# Datsun 16
La Datsun 16 è un'autovettura di piccole dimensioni costruita dalla casa automobilistica giapponese Datsun dal 1937 al 1938.

## Storia
Il modello fu lanciato sui mercati nell'aprile del 1937, ed era identico a alla Datsun 15, che sostituiva, tranne che per la disposizione delle strisce cromate sul cofano. Anche la meccanica della Datsun 16 era la stessa di quella della Datsun 15. La guerra in Manciuria rese sempre più difficile il reperimento dei materiali necessari per realizzare automobili (ad esempio, veniva utilizzata solo una piccola quantità di cromo) e quindi l'abitacolo del veicolo era scarsamente equipaggiato. 
Non esistevano delle varianti autocarro e furgone della Datsun 16, ma il Datsun 15 Truck continuò ad essere prodotto fino a quando la versione pick-up della Datsun 17, che successe alla Datsun 16, il Datsun 17 Truck, sostituì entrambi nel 1938. L'offerta delle carrozzerie della Datsun 16 era quindi composta dalle versioni roadster, turismo, berlina e coupé. 
Essendo la meccanica invariata rispetto a quella della Datsun 15, il modello montava un motore a quattro cilindri con rapporto di compressione di 5,4 e con cilindrata di 722 cm³. Il propulsore, come quello della Datsun 15, erogava una potenza di 16 CV.